# Налис, Лилиан
Лилиан Бернар Пьер Налис (фр. Lilian Bernard Pierre Nalis; родился 29 сентября 1971, Ножан-сюр-Марн, Франция) — французский футболист, полузащитник, тренер, ассистент главного тренера французского клуба «Гавр».

## Клубная карьера
Налис начал свою карьеру во Франции, играя в самых разных французских клубах, включая «Гавр», Кан, Генгам и Бастию. После трех сезонов с «Бастией» Налис перешел в итальянский «Кьево».
После провала в Италии, Налис был продан английскому клубу «Лестер Сити» в 2003 году, который только что получил повышение в классе и стал командой премьер-лиги. Несмотря на то, что «Лестер» вылетел в следующем сезоне, Налис остался с командой. Его единственный гол в «премьер-лиге» за «Сити» стал одним из лучших в том сезоне, в 2003 году Лилиан забил «Лидс Юнайтед», ударив с 23 метров с одного касания.